# Kernel
Kernel je osnovni softver svakog operativnog sistema. Upravlja pristupom korisničkih programa hardveru i softverskim resursima. To podrazumeva davanje/oduzimanje procesorskog vremena, pristupanje memoriji, čitanje/pisanje po diskovima, povezivanje na mrežu, interakciju s terminalima ili interfejsom. Kernel prevodi ulazno-izlazne (I/O) zahteve softvera u za procesor razumljive instrukcije. Kernel se uglavnom učitava u zaseban i zaštićen deo memorije koji se takođe naziva i kernel prostor (engl. kernel space) dok se aplikativni softver učitava u korisnički prostor (memorije). Ova razdvojenost sprečava mešanje korisničkih podataka sa kernel podacima što može dovesti do usporenosti i nestabilnosti kao i onemogućavanje aplikacije koja ne funkcioniše kako treba da utiče na druge aplikacije ili čak obaranje celog sistema.